# تپه دکل حسنلو ۱
تپه دکل حسنلو ۱ مربوط به سدهٔ ۸–۶ ه.ق است و در شهرستان نقده، بخش محمدیار، دهستان حسنلو، روستای حسنلو واقع شده و این اثر در تاریخ ۷ خرداد ۱۳۸۷ با شمارهٔ ثبت ۲۲۹۰۱ به‌عنوان یکی از آثار ملی ایران به ثبت رسیده است.